# Faverdines
Faverdines é uma comuna francesa na região administrativa do Centro, no departamento Cher. Estende-se por uma área de 17,38 km². Em 2010 a comuna tinha 144 habitantes (densidade: 8,3 hab./km²).